# Friedensvertrag von Brest-Litowsk

Frontverlauf im Osten im Jahr 1917/18:
Frontverlauf bei Abschluss des Waffenstillstands Dezember 1917
Frontverlauf bei Unterzeichnung des Friedensvertrages März 1918
Durch die Mittelmächte bis zum Abschluss des Friedensvertrages besetzt

Der Friedensvertrag von Brest-Litowsk zwischen Sowjetrussland und den Mittelmächten, insbesondere dem Deutschen Reich, Österreich-Ungarn und dem Osmanischen Reich, der am 3. März 1918 unterzeichnet wurde, beendete den Ersten Weltkrieg an der Ostfront. In ihm konnte vor allem die deutsche Oberste Heeresleitung (OHL) ihre Vorstellungen von einer territorialen Neuordnung Osteuropas durchsetzen, während Russland aus dem Krieg ausschied. Die Ukraine, die zuvor mit Unterstützung der Mittelmächte als Ukrainische Volksrepublik ihre Unabhängigkeit von Russland erklärt hatte, hatte bereits am 9. Februar 1918, ebenfalls in Brest-Litowsk, mit den Mittelmächten einen Separatfrieden unterzeichnet, den sogenannten „Brotfrieden“.
Die Vertragsunterzeichnung in Brest-Litowsk erfolgte nach längeren, ergebnislosen Verhandlungen unter militärischem Druck der Mittelmächte, die in der Operation Faustschlag weite Gebiete im Westen des früheren Russischen Kaiserreichs besetzten. Die Bolschewiki gaben diesem Druck unter Protest nach, um die Ergebnisse der Oktoberrevolution nicht zu gefährden. In der Sowjetunion und später auch in der DDR wurde der Vertrag als „Raubfrieden von Brest-Litowsk“ bezeichnet. Auch zeitgenössische Beobachter auf beiden Seiten der damals kriegführenden Parteien sahen in dem Vertrag einen einseitigen Diktatfrieden. Nach heutigem Forschungsstand waren seine Bedingungen für Russland weitaus härter als die des späteren Versailler Vertrags für Deutschland.
Die deutsche OHL hoffte, mit den an der Ostfront frei werdenden Truppen einen entscheidenden Sieg im Westen erringen zu können. Am 21. März begann mit dem Unternehmen Michael die letzte deutsche Offensive an der Westfront. Nach deren Scheitern im Sommer und dem drohenden Zusammenbruch der Verbündeten musste das Deutsche Reich die Ententemächte und die USA seinerseits um Waffenruhe bitten. Bereits im Waffenstillstandsabkommen vom 11. November 1918 wurde der Vertrag von Brest-Litowsk annulliert.

## Hintergrund
Durch die Oktoberrevolution im Herbst 1917 waren die Bolschewiki in Russland an die Macht gekommen. Nach drei wenig erfolgreich verlaufenen Kriegsjahren war die russische Bevölkerung kriegsmüde, und die Parole der Bolschewiki „Brot und Frieden“ war auf offene Ohren gestoßen. Die russischen Truppen waren in revolutionärer Stimmung und in Auflösung begriffen. Wirtschaftlich lag Russland weitgehend am Boden. Die Bolschewiki benötigten dringend eine Atempause, um die eigene Herrschaft zu stabilisieren und dem sich im ganzen Land formierenden Protest gegen ihre Machtübernahme zu begegnen. Auf ihre Initiative hin kam es zur Aushandlung eines Waffenstillstandes an der gesamten – aus deutscher Sicht – Ostfront, der am 15. Dezember 1917 in Kraft trat. Seit dem 9. Dezember 1917 bestand schon ein Waffenstillstand zwischen den Mittelmächten und dem mit Russland verbündeten, aber militärisch weitgehend besiegten Rumänien. Danach wurden Friedensverhandlungen zwischen den Mittelmächten und Sowjetrussland aufgenommen. Als Verhandlungsort einigte man sich auf die russische Festungsstadt Brest-Litowsk, die in der Nähe der Frontlinie im deutsch besetzten Gebiet lag.

## Ziele der Vertragsparteien
Den Mittelmächten unter der Führung von Deutschland, das vom langjährigen ergebnislosen Krieg insbesondere an der Westfront erschöpft war, kam ein Frieden im Osten sehr entgegen. Der Zweifrontenkrieg war damit beendet, und Deutschland konnte alle verfügbaren Kräfte zur Kriegsentscheidung an der Westfront einsetzen. Separatistische Bestrebungen unterstützend, sollte zudem die Ukraine von Russland getrennt werden. So würde sich den Mittelmächten ein besserer Zugriff auf die Ressourcen der Ukraine eröffnen.
Die Bolschewiki hingegen brauchten dringend eine Atempause, um ihr Regime im eigenen Land zu etablieren. Zum anderen wollten sie die Friedensverhandlungen nutzen, um Propaganda für die angestrebte Weltrevolution zu machen. Die russische Delegation beabsichtigte daher, die Verhandlungen in die Länge zu ziehen. Während der Verhandlungen, die auf Antrag Trotzkis öffentlich geführt wurden, versuchte die russische Delegation bei jeder Gelegenheit, die Weltöffentlichkeit von ihrer Friedfertigkeit zu überzeugen und damit die Grundlage für eine sozialistische Weltrevolution zu bereiten. Sie hoffte, dass die Mittelmächte bald von den Alliierten geschlagen werden und somit Friedensverhandlungen mit Zugeständnissen der russischen Seite gar nicht mehr nötig sein würden. Die deutsche Seite durchschaute die russische Verzögerungstaktik aber und erzwang durch einen raschen Truppenvormarsch ein schnelles Ende der Verhandlungen.

## Erste Runde der Verhandlungen

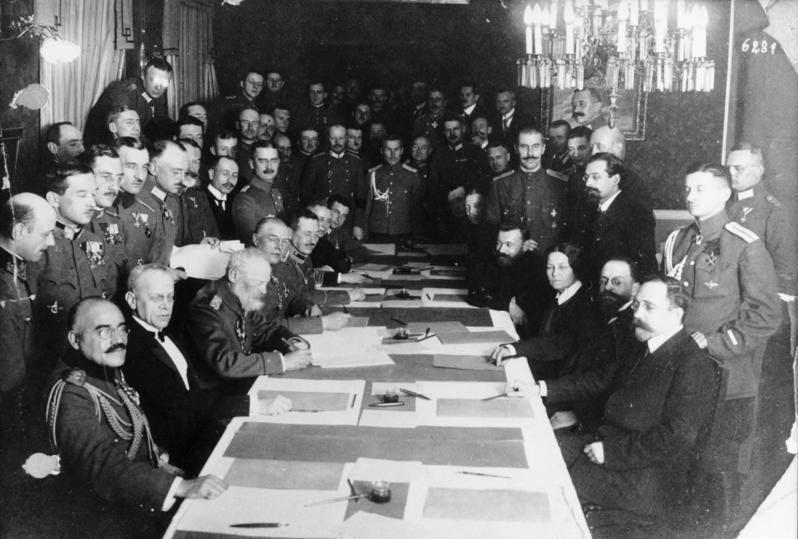
Unterzeichnung des Waffenstillstands am 15. Dezember 1917. Links sitzend die Verhandlungsführer der Mittelmächte, von vorne: Zeki Pascha (Osmanisches Reich), von Merey (Österreich-Ungarn), Prinz Leopold von Bayern, General Hoffmann, Oberst Gawtschew (Bulgarien). Ihnen gegenüber an der rechten Tischseite sitzend die sowjetrussische Delegation: Kamenew, Joffe, Bizenko, Admiral Altfater.

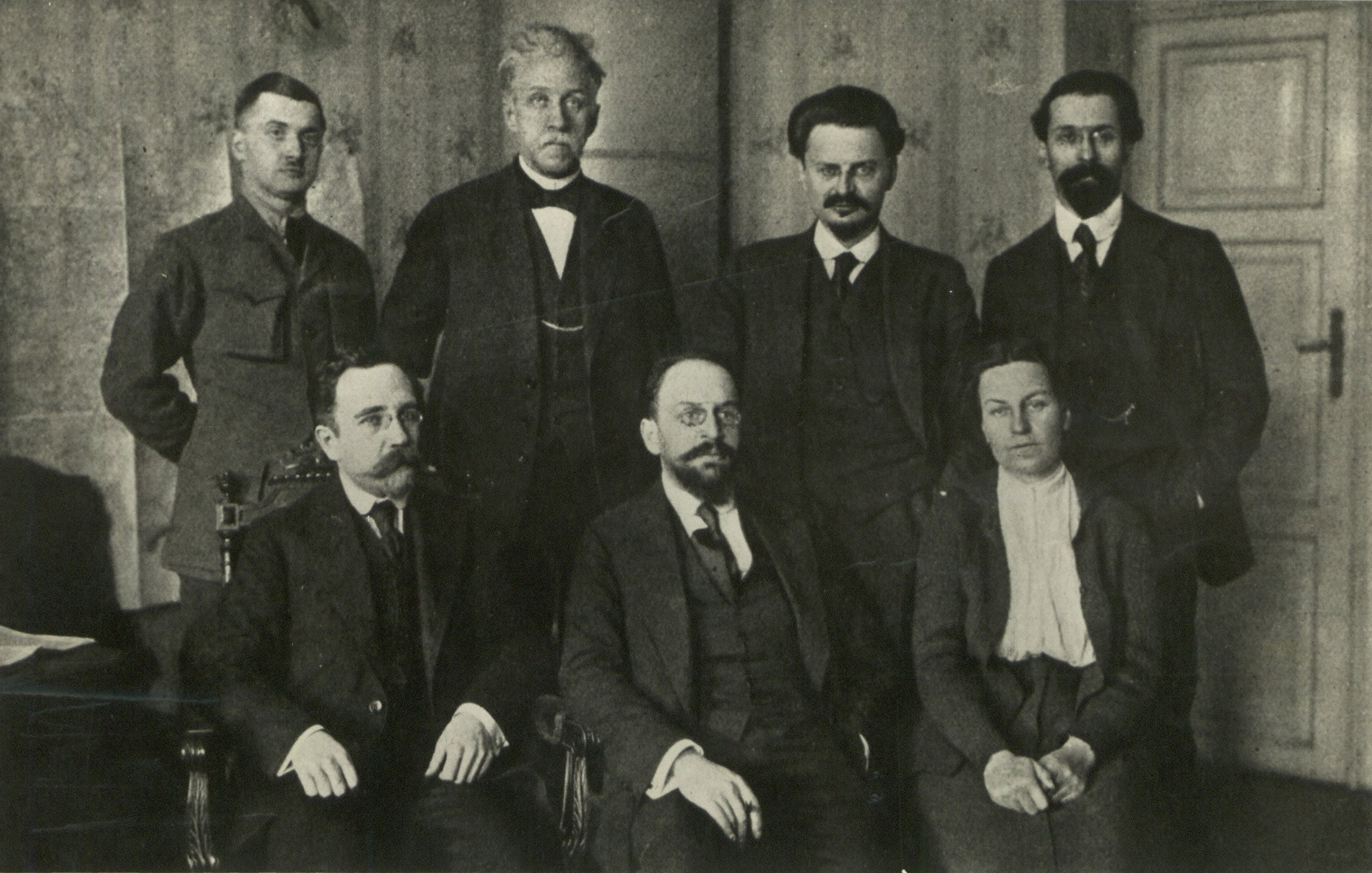
Die sowjetische Delegation in Brest-Litowsk. Sitzend (von links): Lew Kamenew, Adolf Joffe, Anastassija Bizenko. Stehend: V. V. Lipskiy, Pēteris Stučka, Leo Trotzki, Lew Karachan

Zur Aushandlung eines Friedensvertrages trafen sich die Parteien zu mehreren Verhandlungsrunden in Brest-Litowsk. Es lassen sich vereinfacht zwei Verhandlungsphasen unterscheiden: Beim ersten Durchgang war Russland formal gleichberechtigter Partner, beim zweiten hatte es kapituliert und musste die Bedingungen akzeptieren. Die erste Verhandlungsrunde wurde auf deutscher Seite von Diplomaten um Richard von Kühlmann bestimmt, in der zweiten, nach der Kapitulation Sowjetrusslands, zwang die Oberste Heeresleitung unter Erich Ludendorff der Gegenseite ihren Willen auf. Bevollmächtigter der Obersten Heeresleitung war General Max Hoffmann.
Auf sowjetrussischer Seite war der Verhandlungsführer zunächst Adolf Abramowitsch Joffe, später dann Leo Trotzki. Die russische Delegation bestand fast ausschließlich aus Bolschewiki, nur Anastasia Bizenko vertrat den Koalitionspartner im Kabinett Lenins, die Linken Sozialrevolutionäre.

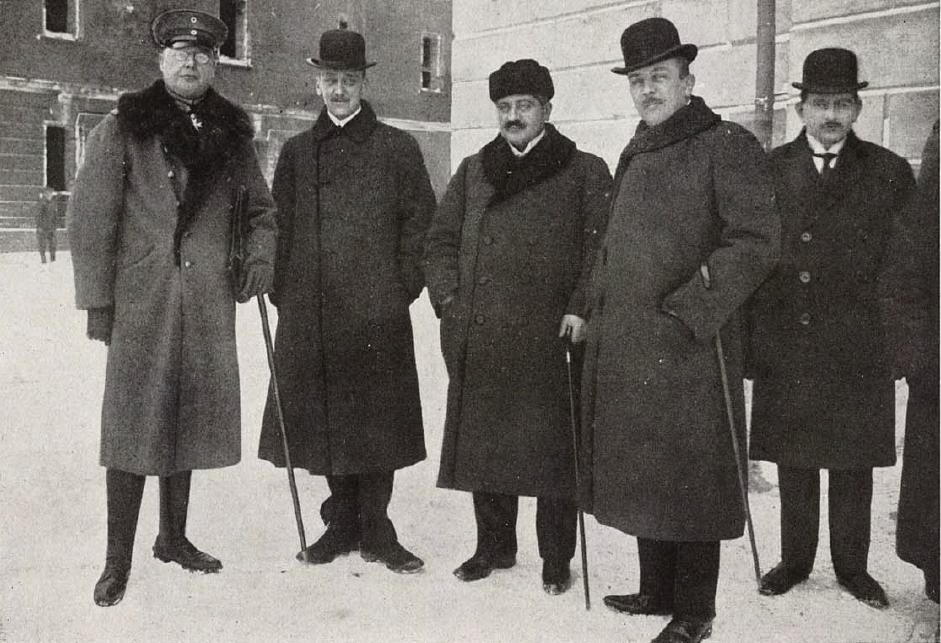
Verhandlungsführer auf Seiten der Mittelmächte in Brest-Litowsk (von links): General Hoffmann, Ottokar Graf Czernin, Talât Pascha, Richard von Kühlmann

Der Aufnahme der Verhandlungen war der Vorschlag zum Waffenstillstand durch Trotzki vom 28. November 1917 vorangegangen. Während die Entente ablehnte, stimmten die Mittelmächte zu. Am 9. Dezember trafen sich die Delegationen zum ersten Mal. Die bolschewistische Delegation unterbreitete folgendes Angebot: Verzicht auf Annexionen, schnelle Räumung der besetzten Gebiete, Selbstbestimmungsrecht der Völker, Verzicht auf Kriegsentschädigungen (Reparationen).
Als die Delegationen eingetroffen waren, wurde zum Einstieg auf Einladung des nominellen Oberbefehlshaber des deutschen Ostheeres, Prinz Leopold von Bayern, ein gemeinsames Abendessen abgehalten. Es trat dabei eine eigenartige Gesellschaft zusammen: auf der einen Seite konservative, meist dem Hochadel angehörende Vertreter des Deutschen Kaiserreichs und der Donaumonarchie und deren Verbündete, auf der anderen Seite radikale Revolutionäre, wie sie die Welt bisher noch nie in einer Regierung eines Landes erlebt hatte, die offen das Ziel der Weltrevolution proklamierten.

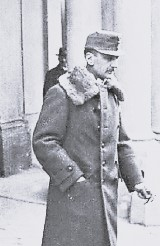
Ottokar Graf Czernin (im Oktober 1918 in Laxenburg)

Dementsprechend ambivalent waren die ersten Eindrücke von der Gegenseite. Ottokar Graf Czernin, der Leiter der österreichisch-ungarischen Delegation erinnerte sich später:

„Der Führer der russischen Delegation ist ein erst vor kurzem aus Sibirien entlassener Jude namens Joffe […] nach dem Essen hatte ich meine erste lange Unterredung mit Herrn Joffe. Seine ganze Theorie basiert darauf, das Selbstbestimmungsrecht der Völker auf breitester Basis in der ganzen Welt einzuführen und diese befreiten Völker zu veranlassen, sich gegenseitig zu lieben […] Ich machte ihn aufmerksam, dass wir eine Nachahmung der russischen Verhältnisse nicht unternehmen würden und uns jede Einmengung in unsere internen Verhältnisse kategorisch verbitten. Wenn er weiter an diesem utopischen Standpunkt, seine Ideen auch auf uns zu verpflanzen, festhalte, dann sei es besser, er würde gleich mit dem nächsten Zug wieder abreisen, denn dann sei der Friede nicht zu machen. Herr Joffe blickte mich erstaunt mit seinen sanften Augen an, schwieg eine Weile und sagte dann in einem für mich immer unvergeßlichen freundlichen, fast möchte ich sagen bittenden Ton: ‚Ich hoffe doch, dass es uns gelingen wird auch bei Ihnen die Revolution zu entfesseln.‘“

Der teilnehmende deutsche Staatssekretär des Äußeren, Richard von Kühlmann notierte:

„Die Moskowiter hatten, natürlich nur aus Propagandaabsicht, eine Frau zur Friedensdelegierten gemacht, die direkt aus Sibirien kam. Sie hatte einen bei der Linken unpopulären Generalgouverneur erschossen und war nach der milden zaristischen Praxis nicht hingerichtet, sondern zu lebenslänglicher Haft verurteilt worden. Diese etwa wie eine ältere Haushälterin aussehende Dame, Madame Bizenko, offenbar eine ziemlich geistlose Fanatikerin, erzählte dem Prinzen Leopold von Bayern beim Diner, wie sie den Anschlag ausgeführt hatte. Sie zeigte, eine Menükarte in der linken Hand haltend, wie sie dem Generalgouverneur – ‚er war ein böser Mann‘ fügte sie erläuternd hinzu – eine umfangreiche Denkschrift überreicht und ihm gleichzeitig mit einem in der rechten Hand gehaltenen Revolver in den Bauch geschossen hatte. Prinz Leopold in seiner gewohnten freundlichen Höflichkeit hörte mit gespannter Aufmerksamkeit zu, als interessiere ihn der Bericht der Mörderin auf das lebhafteste.“

Nach dem Abendessen resümierte Graf Czernin seine Eindrücke:

„Merkwürdig sind diese Bolschewiken. Sie sprechen von Freiheit und Völkerversöhnung, von Friede und Eintracht, und dabei sollen sie die grausamsten Tyrannen sein, welche die Geschichte gekannt hat – sie rotten das Bürgertum einfach aus, und ihre Argumente sind Maschinengewehre und der Galgen. Das heutige Gespräch mit Joffe hat mir bewiesen, dass die Leute nicht ehrlich sind und an Falschheit alles das übertreffen, was man der zünftigen Diplomatie vorwirft – denn eine derartige Unterdrückung des Bürgertums zu betreiben und gleichzeitig von weltbeglückender Freiheit zu sprechen, sind Lügen.“

Der spätere sowjetische Verhandlungsführer Trotzki schrieb später mit kaum verhohlener Geringschätzung über seine Verhandlungspartner:

„Mit dieser Art Menschen kam ich hier zum ersten Mal von Angesicht zu Angesicht zusammen. Es ist unnötig zu sagen, dass ich mir auch früher keine Illusionen über sie gemacht hatte. Aber immerhin, ich gebe zu, ich hatte mir das Niveau höher vorgestellt. Den Eindruck der ersten Begegnung könnte ich mit den Worten formulieren: Diese Menschen schätzen die anderen sehr billig ein, aber auch sich selbst nicht sehr teuer.“

Noch während der Verhandlungen ging die Rote Armee gegen die ukrainische Unabhängigkeitsbewegung militärisch vor. Dennoch entsandte die inzwischen in Kiew gebildete bürgerliche ukrainische Regierung der Ukrainischen Volksrepublik, zum Verdruss der Bolschewiki, ebenfalls eine Delegation nach Brest-Litowsk, wo sie einen separaten Friedensvertrag aushandeln sollte. Die Ukraine befand sich seit Ende Dezember 1917 offiziell im Kriegszustand mit den Sowjets.

## Propagandareden – „Weder Krieg noch Frieden“

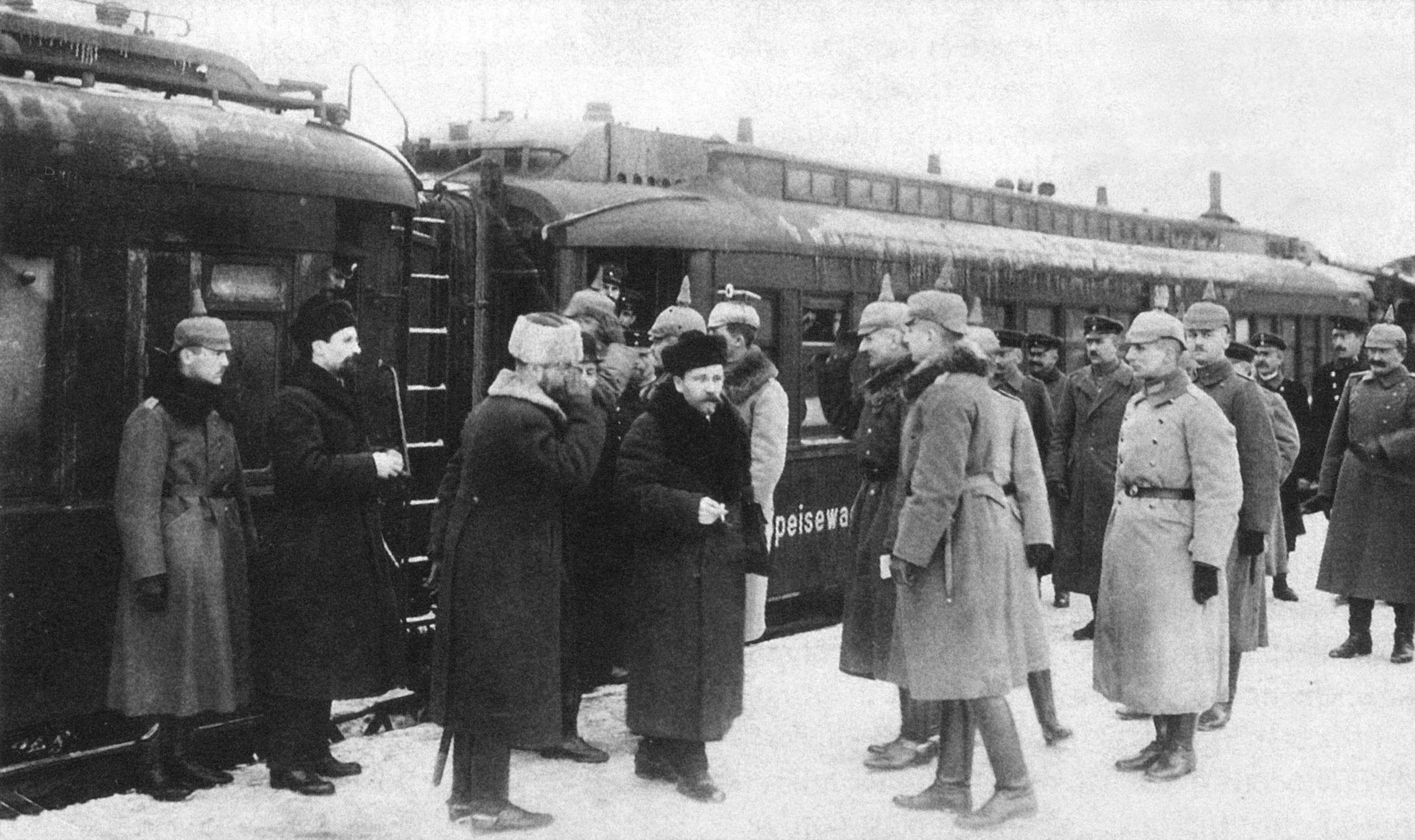
Deutsche Offiziere begrüßen die sowjetische Delegation mit Trotzki auf dem Bahnhof von Brest-Litowsk (7. Januar 1918)

Am 7. Januar 1918 löste Trotzki Joffe als Delegationsführer ab und reiste nach Brest-Litowsk. Nachdem die Verhandlungen unter Joffe für die Bolschewiki bisher zu schnell vorangeschritten waren, hatte Trotzki eindeutig die Aufgabe, den Fortgang der Gespräche zu verlangsamen. Trotzki selbst schrieb über das Vorgehen der bolschewistischen Delegation:

„In die Friedensverhandlungen traten wir mit der Hoffnung ein, die Arbeitermassen Deutschlands und Österreich-Ungarns wie auch der Ententeländer aufzurütteln. Zu diesem Zweck war es nötig, die Verhandlungen möglichst in die Länge zu ziehen, damit die europäischen Arbeiter Zeit hätten, die Tatsache der Sowjetrevolution und im besonderen ihre Friedenspolitik gehörig zu erfassen […] Die Hoffnung auf eine rasche revolutionäre Entwicklung in Europa gaben wir selbstverständlich nicht auf.“

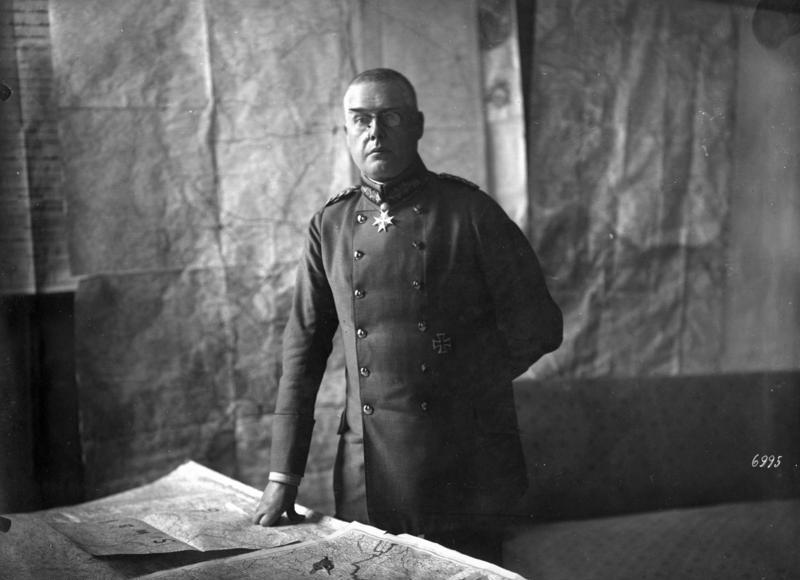
General Max Hoffmann 1914

Dementsprechend wurde Trotzki nicht müde, lange Propagandareden zu halten und die Geduld besonders der Deutschen zu strapazieren. General Hoffmann wies Trotzki am 18. Januar 1918 zurecht:

„Die russische Delegation spricht mit uns, als ob sie siegreich in unserem Lande stünde und uns Bedingungen diktieren könnte. Ich möchte darauf hinweisen, dass die Tatsachen entgegengesetzt sind. […] Ich möchte dann feststellen, dass die russische Delegation für die besetzten Gebiete die Anwendung eines Selbstbestimmungsrechtes der Völker in einer Weise und einem Umfang fordert, wie es ihre Regierung im eigenen Lande nicht anwendet. Ihre Regierung ist begründet lediglich auf Macht, und zwar auf Macht, die rückhaltlos mit Gewalt jeden Andersdenkenden unterdrückt. Jeder Andersdenkende wird einfach als Gegenrevolutionär und Bourgeois für vogelfrei erklärt […].“

Hoffmann stellte erneut mit Nachdruck die deutschen Forderungen für einen Friedensvertrag: Unabhängigkeit für Polen und die baltischen Staaten Litauen und Livland (ein Teil Lettlands). Trotzki bat um eine Verhandlungspause, die gewährt wurde, und kehrte noch am 18. Januar nach Petrograd zurück.
Während der Verhandlungen kam es in Sowjetrussland zu einem Ereignis, das die Macht der Bolschewiki erschütterte und fast beendete. Die am 25. November 1917 abgehaltenen Wahlen zur russischen konstituierenden Versammlung ergaben eine herbe Niederlage für die Bolschewiki. Hätten sie das Wahlergebnis anerkannt, so wie es Lenin zuvor versprochen hatte, hätten wohl Sozialrevolutionäre und Menschewiki die Regierung gebildet. Die Bolschewiki, die weniger als ein Viertel der Stimmen erhielten, hätten ihre Macht verloren. Am 19. Januar 1918 wurde die neugewählte Volksvertretung von den Bolschewiki aufgelöst und der nur teilweise korrekt demokratisch gewählte Dritte Allrussische Sowjetkongress wurde zum neuen Parlament. In dieser turbulenten Situation gelang es Trotzki, die bolschewistische Führung einschließlich des zögernden Lenins davon zu überzeugen, die Friedensverhandlungen zu verlassen, ohne einen Friedensvertrag unterzeichnet zu haben. Er nannte diesen Ansatz „weder Krieg noch Frieden“. Am 30. Januar kehrte Trotzki an den Verhandlungstisch zurück. Angesichts von Massenstreiks in Deutschland und Österreich-Ungarn erhielt er von der Führung der Bolschewiki noch weitergehende Vollmachten, die Verhandlungen zu verzögern. Um einen weiteren Aufschub zu erreichen, weigerte er sich, an Gesprächen teilzunehmen, bei denen die ukrainische Delegation zugegen war. Trotzkis Taktik ging jedoch nicht auf. Die Mittelmächte schlossen mit der Regierung der Volksrepublik Ukraine am 9. Februar einen Separatfrieden. Sie erkannten einen ukrainischen Staat an, der gegen günstige Grenzziehungen und Autonomie umfangreiche Getreidelieferungen an die Mittelmächte versprach, weshalb er auch als „Brotfrieden von Brest-Litowsk“ bezeichnet wird.
Trotzki hatte seine Delegation in eine Sackgasse manövriert. Die Deutschen drängten auf die Fortsetzung der Gespräche ohne propagandistisches Geplänkel. Daraufhin verkündete Trotzki seine neue Politik. Er gab am 10. Februar bekannt:

„[…] Russland, indem es darauf verzichtet, einen annexionistischen Vertrag zu unterzeichnen, erklärt seinerseits den Kriegszustand mit den Zentralmächten für beendet. Den russischen Truppen wird gleichzeitig der Befehl zur vollständigen Demobilisierung an allen Fronten erteilt.“

Seine Strategie war es, bis zum absehbaren Ende des Krieges weder Krieg noch Frieden zuzulassen. Die deutsche Delegation gab jedoch zu bedenken, dass ein Waffenstillstand ohne Abschluss eines Friedensvertrages unweigerlich zur erneuten Aufnahme der Kampfhandlungen führen werde. Trotzki hielt diese Drohung für gegenstandslos und fühlte sich bei der Abreise aus Brest-Litowsk als Sieger. Als Lenin ihn fragte, ob die Deutschen wirklich nicht wieder angreifen würden, antwortete er: „Es sieht nicht danach aus.“ Das stellte sich als Irrtum heraus.

## Erneute Kampfhandlungen und Unterzeichnung
Am 16. Februar teilte die deutsche Heeresleitung dem russischen General Samoilo mit, dass Deutschland den Waffenstillstand am 17. Februar 1918 als abgelaufen betrachte. Wie angekündigt begann die deutsche Offensive (Operation Faustschlag) an diesem Tage. Die deutschen Truppen kamen sehr schnell voran, ihnen stellte sich so gut wie kein Widerstand entgegen. Der bolschewistischen Führung war der Ernst der Lage angesichts des raschen deutschen Vormarsches schnell bewusst. Mit „Wir müssen handeln, wir haben keine Zeit zu verlieren!“ trieb Lenin zu schnellen Entscheidungen. Angesichts der für die Bolschewiki katastrophalen Lage im Lande bat die Regierung Sowjetrusslands am 19. Februar die Deutschen um Frieden. Am 20. Februar erklärte Lenin dem Moskauer Sowjet: „Es gibt keine Armee mehr. Die Deutschen greifen von Riga her die ganze Front an.“ Vier Tage vergingen, bis die deutsche Heeresleitung antwortete und die neuen Bedingungen nannte. Nun sollten Finnland, Livland, Estland und die Ukraine geräumt sowie die russische Armee vollständig demobilisiert werden. Für eine Antwort wurde den Russen eine Frist von lediglich 48 Stunden eingeräumt. Für Verhandlungen waren maximal drei Tage vorgesehen.
Die Beratungen innerhalb der bolschewistischen Führung waren chaotisch. Trotzki war unentschlossen, und Bucharin votierte für die Fortsetzung des Krieges. Lenin war die Gefahr einer Intervention der Mittelmächte für den Fortbestand der bolschewistischen Revolution bewusst. Er setzte deswegen eine Annahme der deutschen Forderungen unter Androhung seines Rücktrittes von allen Ämtern bei den Bolschewiki durch. Er forderte das Ende der „Politik der revolutionären Phrase“, die auch er selbst zuvor eifrig betrieben hatte. Lenin spekulierte auf einen baldigen Zusammenbruch der Mittelmächte oder den Sieg einer sozialistischen Revolution in Deutschland, die eine Wiedereingliederung der verlorenen Gebiete auf militärischem oder politischem Wege ermöglichen würden. Am 3. März 1918 wurde der Friedensvertrag in Brest-Litowsk unterzeichnet, am 15. März vom 4. Außerordentlichen Sowjetkongress in Moskau ratifiziert.

## Ergebnis
Sowjetrussland verzichtete auf seine Hoheitsrechte in Polen, Litauen und Kurland. Die Zukunft dieser Gebiete sollte mit dem Deutschen Reich im Einvernehmen mit den dortigen Völkern nach dem Selbstbestimmungsrecht geregelt werden. Estland und Livland sowie fast das gesamte Gebiet von Weißrussland (westlich des Dnepr) blieben von deutschen Truppen besetzt, die Ukraine und Finnland wurden als selbständige Staaten anerkannt. Die seit 1878 russischen Gebiete Armeniens, Ardahan und Kars sowie das georgische Batumi mussten an das Osmanische Reich abgetreten werden. Die Mittelmächte verzichteten auf Annexionen und Reparationen. Russland verlor durch diesen Friedensvertrag 26 % des damaligen europäischen Territoriums, 27 % des anbaufähigen Landes, 26 % des Eisenbahnnetzes, 33 % der Textil- und 73 % der Eisenindustrie sowie 73 % der Kohlegruben. Die Randvölker des ehemaligen russischen Kaiserreiches tauschten die russische Herrschaft mit dem Protektorat der Mittelmächte. Alle abzutretenden Gebiete umfassten insgesamt 1,42 Millionen km², auf denen rund 60 Millionen Menschen, mehr als ein Drittel der Gesamtbevölkerung des einstigen Russischen Reiches, lebten.
Die Partei der Linken Sozialrevolutionäre trat, da sie gegen den Friedensvertrag war, aus dem Kabinett Lenins aus, was zu einem Machtzuwachs der Bolschewiki führte, aber in der Reaktion darauf auch zu Rücktritten bolschewistischer Führer.
Der Abschluss des Ergänzungsabkommens zum Friedensvertrag von Brest-Litowsk, das am 27. August 1918 in Berlin unterzeichnet wurde, stellte zwar einen neuen Höhepunkt der Machtexpansion Deutschlands im Osten dar, setzte aber gleichzeitig den noch viel weitergehenden Annexionsplänen der OHL ein vorläufiges Ende. Sowjetrussland verzichtete darin auf Estland, Livland und Georgien – welches eine kurze Phase der Unabhängigkeit erlebte – und verpflichtete sich zur Entschädigungszahlung in Höhe von sechs Milliarden Goldmark für die durch die Bolschewiki zuvor entschädigungslos enteigneten deutschen Vermögenswerte.
Die deutsche Seite gab die Zusage, Weißrussland zu räumen und nicht zugunsten der Feinde der bolschewistischen Regierung zu intervenieren. Von russischer Seite wurde sogar erwogen, deutsche Truppen gegen alliierte Interventionstruppen, die in Nordrussland gelandet waren, einzusetzen. Die Hoffnung der Mittelmächte, mit einem Frieden im Osten die Entscheidung im Westen herbeiführen zu können, erfüllte sich jedoch nicht. Zum einen blieben größere Verbände in den besetzten Gebieten gebunden, zum anderen fiel das Potential des neuen Kriegsgegners USA immer mehr zugunsten der Entente ins Gewicht. Schließlich waren im März 1918, während der entscheidenden Westoffensive, eine Million deutscher Soldaten durch Ludendorffs Pläne im Osten gebunden. Auch wirtschaftlich war die Vereinbarung für die Mittelmächte ein Fehlschlag, weil viel weniger Rohstoffe und Lebensmittel geliefert wurden als erwartet.
Der weitere Verlauf des Ersten Weltkrieges sollte der bolschewistischen Führung recht geben. Die Hinhaltetaktik funktionierte aufgrund der desolaten Lage der Mittelmächte an der Westfront. Lenin verglich den Friedensvertrag von Brest-Litowsk mit dem Frieden von Tilsit 1807. Die Unterzeichnung des Waffenstillstandes von Compiègne zwischen dem Deutschen Reich und den Staaten der Entente am 11. November 1918 beinhaltete die Annullierung des Friedensvertrages von Brest-Litowsk. Die deutschen Truppen, die sich auf ehemals russischem Territorium befanden, sollten sich auf den Grenzverlauf von 1914 zurückziehen. Hingegen sollten sie im Baltikum ausharren und auf Befehle der alliierten Sieger des Krieges warten. Damit wollten sich die Entente-Staaten eine Handhabe im Russischen Bürgerkrieg sichern. Die Ukraine wurde bereits 1919 von der Roten Armee zurückerobert. Finnland wahrte seine Unabhängigkeit, unterlag jedoch wiederholt sowjetischer Einmischung.

## Bewertung des Vertrages
Der Vertrag von Brest war kein sorgfältig vorbereiteter strategischer Plan der deutschen Expansion im Osten, sondern das Produkt des russischen Zusammenbruchs und der reale Beginn der deutschen Expansion im Osten. Bei den Bolschewiki fand man später, dass die Annahme der ersten Bedingungen der Mittelmächte vorteilhafter gewesen wäre. Allerdings sahen die neuen Machthaber Russlands im Frieden von Brest-Litowsk stets ein für ihre Entwicklung positives Moment. Erst der Frieden mit den Mittelmächten hatte ihnen die benötigte Atempause gewährt, ihre Macht in Russland und den russisch beherrschten Gebieten des ehemaligen Zarenreiches zu konsolidieren. Die sowjetische Geschichtsschreibung wertete das russische Vorgehen in Brest-Litowsk und in der Zeit danach denn auch als hervorragendes Beispiel für Lenins Taktik, die tiefen Widersprüche im „imperialistischen Lager“ zur Festigung und zum Ausbau der bolschewistischen Macht zu nutzen. Die siegreichen Staaten der Entente hatten für eine Nachkriegsordnung im Osten kein Konzept. Sie wussten weder, wie und in welcher Form sie sich gegenüber der neuen russischen Regierung verhalten sollten, noch wie sie mit dem erstarkten Nationalbewusstsein der osteuropäischen Völker umgehen sollten. Im Endeffekt hatte die Aufteilung des ehemals russisch beherrschten Gebiets durch das Diktat der Mittelmächte die Grenzziehung der Alliierten vorweggenommen: Polen, Finnland und die baltischen Staaten wurden unabhängig; der bolschewistische Einfluss war zurückgedrängt.
Die deutschen Militärs hatten während der Verhandlungen sogar die Sorge, die Entente könnte auf den allgemeinen Frieden eingehen und sie um ihren Profit in diesem Kriege bringen.
Auch die Reichsleitung fürchtete bei einem Verständigungsfrieden um ihre Kriegsziele. Kanzler Hertling meinte schon im November 1917:

„Es bestehe nämlich vielleicht ein gewisses Risiko, dass die Entente entgegen unserer Voraussetzung etwa doch die russischen Vorschläge annehmen könnte. In diesem Falle wären wir auch den übrigen Ententeländern gegenüber auf das Schlagwort ‚ohne Annexionen etc.‘ festgelegt, was wohl gegenüber den Russen möglich sei, ganz allgemein genommen aber doch nicht unseren Absichten entspräche.“

Ein Vergleich des Friedensvertrags von Brest-Litowsk mit dem 1919 geschlossenen Friedensvertrag von Versailles ergibt, dass für beide Abkommen die Bezeichnungen „Vertrag“ bzw. „Diktat“ von der jeweiligen Sieger- bzw. Verliererseite verwendet werden. Brest-Litowsk war keineswegs ein Verständigungsfrieden, wie in der Friedensresolution verkündet, sondern ein harter Gewaltfriede, durch militärischen Vormarsch erzwungen. Von deutscher Seite wurde, insbesondere als es 1919 um die Ratifikation der Pariser Vorortverträge ging, ins Feld geführt, dass in den von Russland abzutretenden Gebieten nicht ethnische Russen lebten, sondern nichtrussische Völker, die nach Unabhängigkeit strebten. Somit habe der Vertrag letztlich dem vom US-Präsidenten Woodrow Wilson proklamierten Selbstbestimmungsrecht der Völker entsprochen. Der Vertrag von Versailles enthielt aber zeitliche Befristungen der Besatzung durch ausländische Truppen, die der Vertrag von Brest-Litowsk nicht vorsah. Da er Russland 34 Prozent seiner Bevölkerung nahm, 54 Prozent seiner Industrie, 89 Prozent seiner Kohlevorkommen und seine gesamte Produktion von Erdöl und Baumwolle, wird er als deutlich härter als der Versailler Vertrag beurteilt.

## Verhalten der Entente
Das Verhalten der Staaten der Entente war von Unsicherheit gekennzeichnet. Es existierten unklare Vorstellungen darüber, wie stark Deutschland nach einem Frieden im Osten sei und ob und in welcher Form Sowjetrussland mit dem Deutschen Reich kooperieren würde. Großbritannien glaubte, die Deutschen würden nun die Ölfelder am Kaspischen Meer besetzen wollen, und entsandte Truppen dorthin, die Baku besetzten. Die britische Seite war bereits alarmiert durch eine Klausel, nach der sowohl das Osmanische Reich als auch Sowjetrussland ihre Truppen aus Persien zurückzogen und die Bolschewiki den Anglo-Russischen Vertrag über Persien von 1907 für nichtig erklärt hatten. Befürchtet wurde auch ein deutscher Marsch nach Britisch-Indien. Falls der Krieg noch andauern würde, so der englische Generalstab im Mai 1918, sei Deutschland schon 1919 in der Lage, aus den besetzten vormals russischen Gebieten zwei Millionen Wehr- und Arbeitsfähige zu rekrutieren, womit ein Sieg Deutschlands an der Westfront sehr wahrscheinlich werden würde.
Daher setzten die Alliierten alles daran, Sowjetrussland zum Weiterkämpfen an der Seite der Entente zu bewegen. Während der Verhandlungen in Brest-Litowsk verkündete US-Präsident Wilson am 8. Januar 1918 sein 14-Punkte-Programm, das bei den Bolschewiki aber kein Echo fand. Der Oberste Sowjet lehnte ab und appellierte an „das amerikanische Volk und in erster Linie die werktätigen und ausgebeuteten Klassen der Vereinigten Staaten, […] das Joch des Kapitalismus abzuwerfen und eine sozialistische Ordnung der Gesellschaft zu begründen.“
Während der Friedensverhandlungen versuchten Abgesandte der Alliierten in Moskau, die Bolschewiki davon zu überzeugen, alliierte Truppen gegen die Deutschen ins Land zu rufen. Trotzki zeigte anfangs Sympathien für diese Pläne, ließ sie aber fallen, als offensichtlich wurde, dass die Deutschen an einem Sturz der Bolschewiki nicht interessiert waren. Im selben Maße sank die Möglichkeit der Einflussnahme der westlichen Gesandten. Ihr Plan, eine neue zweite Front im Osten zu eröffnen und so eine Entlastung der Westfront herbeizuführen, war fehlgeschlagen. Also unternahmen sie den Versuch, selbst eine Front im Osten zu eröffnen. Bereits drei Tage nach dem Abschluss des Friedensvertrages von Brest-Litowsk landeten 130 britische Marinesoldaten im russischen Weißmeerhafen Archangelsk. Zum einen wollten die Alliierten so die deutschen Truppen, von denen gerade einige in Südfinnland gelandet waren, binden, zum anderen lagerten im Hafen Murmansk und den Häfen Archangelsk und Wladiwostok große Mengen militärischer Ausrüstung, die Russland von der Entente erhalten hatte, als es sich noch im Krieg gegen Deutschland befand. Wegen der Revolutionswirren und mangelnder Transportmöglichkeiten war das Material noch dort. Nun fürchteten die Alliierten, dass es in die Hände der Deutschen fallen könnte. Später landeten noch weitere britische und US-amerikanische Truppen in Archangelsk, so dass im September 1918 15.000 alliierte Soldaten in Murmansk und etwa 7000 in Archangelsk standen.
Trotz der Intervention konnten sich die Alliierten zu keiner eindeutigen Position gegenüber den Bolschewiki durchringen. Während des Krieges waren alle ihre Handlungen gegen die deutschen Truppen gerichtet, auch wenn sie noch 1917 den gegen die bolschewistische Regierung kämpfenden Parteien in der Ukraine und Südrussland finanzielle Unterstützung hatten zukommen lassen. Die Alliierten hatten keine genaue Vorstellung, wieweit das Deutsche Reich sich Sowjetrussland gefügig gemacht hatte. Aus Mangel an Informationen nahmen sie das Schlimmste an und versuchten zuallererst, den vermuteten deutschen Vormarsch nach Asien zu stoppen, sie also vom Ölreichtum des Nahen Ostens fernzuhalten. Dabei verwickelten sie sich in die Wirren des Russischen Bürgerkriegs. Ein Hinzuziehen Japans in die Invasionspläne erwies sich als sehr langwierig und letztendlich erfolglos. Japan besetzte, zusammen mit amerikanischen Truppen, lediglich Wladiwostok (siehe Fernöstliche Republik und Sibirische Intervention). Aber auch dieses Unternehmen hatte, wie die anderen Invasionsversuche an der Peripherie des russischen Riesenreiches, keine Berührung mit deutschen Truppen und behinderte weder die Bolschewiki noch die Deutschen in ihren Plänen. Erst als das Deutsche Reich an der Westfront geschlagen war, nahmen die Entente-Staaten eine eindeutige antibolschewistische Position ein. Ihr weiteres militärisches Vorgehen gegen die Bolschewiki blieb jedoch unkoordiniert und erfolglos.